# Марково (Комсомольский район)
Ма́рково — село (до 2004 года — посёлок городского типа) в Комсомольском районе Ивановской области России. Административный центр Марковского сельского поселения.

## История
Возникло как посёлок торфодобытчиков Марково-Сборное в 1928 году. Торф из Марково поставлялся на Ивановскую ГРЭС в Комсомольске.
В 1940 году получил статус посёлка городского типа. В 2004 году Марково стало селом.

## Население
| 1979 | 1989  | 2002  | 2010  |
| ---- | ----- | ----- | ----- |
| 2685 | ↘2080 | ↘1297 | ↘1213 |

## Инфраструктура
В селе имеются дом культуры, почта, банк, баня.